# 벨리 람피
벨리 람피(핀란드어: Veli Lampi, 1984년 7월 18일~)는 핀란드의 은퇴한 축구 선수로 현역 시절 포지션은 라이트백이었다.